# Polla (geslacht)
Polla is een geslacht van vlinders van de familie spanners (Geometridae), uit de onderfamilie Ennominae.

## Soorten
- P. albipuncta Warren, 1906
- P. aristaria Oberthür, 1883
- P. aristariodes Dognin, 1900
- P. avellana Thierry-Mieg, 1892
- P. carnipennis Dognin, 1911
- P. celeraria Walker, 1860
- P. fuscata Warren, 1905
- P. hemeraria Dyar, 1910
- P. inquinata Warren, 1907
- P. ochreicosta Warren, 1895
- P. optimaria Dognin, 1901
- P. pallidoplaga Warren, 1895
- P. praelataria Herrich-Schäffer, 1856
- P. varipes Felder & Rogenhofer, 1875
- P. voraria Schaus, 1901